# Cité internationale de la gastronomie et du vin

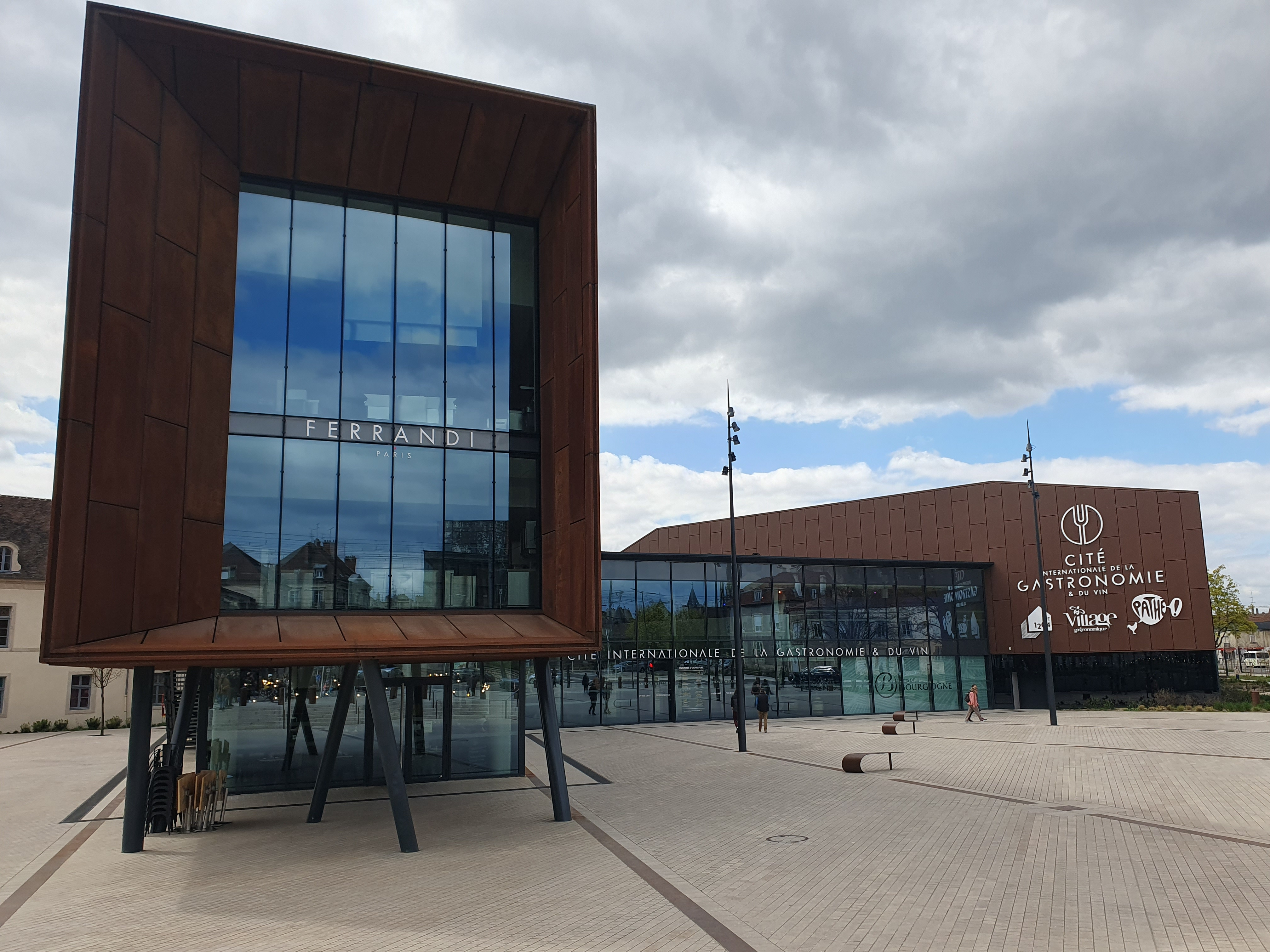
De Cité internationale de la gastronomie et du vin

De Cité internationale de la gastronomie et du vin is een museum en belevingsplek in het Franse Dijon. De Cité is gewijd aan de Franse gastronomie en de wijn (de climats van de wijnstreek Bourgogne). Het complex werd geopend op 6 mei 2022. De Cité bestaat uit  Le 1204 - Centre d'interprétation de l'architecture et du patrimoine, een museum over het bouwkundige erfgoed in Dijon. Verder is er de tentoonstelling La Chapelle des Climats over bourgognewijn in de voormalige hospitaalkapel. Daarnaast is er het 4500 vierkante meter grote gastronomie- en eetwinkelcentrum Village Gastronomique, een oenotheek La Cave de la Cité en twee restaurants (La Table des Climats en Le Comptoir de la Cité). Er is ook een ruimte voor workshops wijndegustatie van het Bureau interprofessionnel des Vins de Bourgogne.